# Virginio Orsini (1567-1596)

Stemma Orsini

Virginio Orsini (1567 – 1596) è stato un militare italiano, quarto Marchese di Lamentana, primo Duca di Selci.

## Biografia
Era figlio di Latino Orsini e di Lucrezia Salviati, figlia naturale del cardinale Bernardo Salviati.
Combatté nelle Fiandre sotto il re di Spagna e nel 1583 rientrò in Italia al servizio della Repubblica di Venezia. Nel 1590 militò per lo Stato Pontificio, assumendo l'incarico di governatore di Ancona. Nel 1591 ritornò sotto le insegne di Venezia e nel 1594 fu a fianco del duca di Mantova Vincenzo I Gonzaga in Ungheria contro i turchi. Nel 1596 servì il Regno di Francia di Enrico IV e si mise contro la Chiesa. Venne scomunicato da papa Clemente VIII e venne ucciso nel 1596 mentre combatteva nella Marca di Ancona. Il feudo di Selci venne confiscato per pagare i debiti della famiglia e venduto alla famiglia Cesi.

## Discendenza
Virginio sposò Beatrice Vitelli (?-1605) ed ebbero sette figli:
- Livia, sposò Giovanni Savelli
- Giovennio, religioso
- Paolo, religioso
- Latino (?-1617), militare
- Camillo, militare al servizio degli spagnoli
- Virginia
- Francesco (?-1630), militare